# Odynerus emortualis
Odynerus emortualis är en stekelart som beskrevs av Henri Saussure. Odynerus emortualis ingår i släktet lergetingar, och familjen Eumenidae. Inga underarter finns listade i Catalogue of Life.